# Triptyque (Vierne)
Pour les articles homonymes, voir Triptyque et Triptyque (homonymie).
Le Triptyque, op. 58 de Louis Vierne, est une suite de trois pièces de concert pour grand orgue.
Composé de 1929 à 1931 et dédié à diverses personnes dans l'entourage du compositeur, il s'agit de l'une de ses dernières partitions cataloguées, précédant la Sixième symphonie pour orgue op. 59. La dernière pièce est présentée par l'auteur le 25 novembre 1934 à Lyon. 
La première audition intégrale, à Notre-Dame de Paris, correspond au 1 750ème et dernier concert donné par Vierne — qui meurt quelques minutes après avoir achevé l'exécution du Triptyque, le 2 juin 1937. La partition avait été publiée en 1936 par les éditions Lemoine.

## Présentation

### Composition
Louis Vierne compose diverses pièces pour orgue seul, à partir de 1929, qu'il réunit dans son Triptyque op. 58 en 1931. Pour le musicien aveugle et sexagénaire, ces années « demeurent marquées par la maladie, le repli, la solitude ». Malgré tout, « quelques satisfactions lui sont encore données par l'orgue et la musique ». De fait, cette partition est contemporaine de la Sixième symphonie pour orgue op. 59, achevée en 1931, qui « clôt avec majesté » la production de Vierne dans ce domaine.

### Création
La dernière pièce du Triptyque est créée par son auteur le 25 novembre 1934, à l'église Sainte-Thérèse-de-l'Enfant-Jésus de Lyon. La seconde audition intégrale, à Notre-Dame de Paris, correspond au 1 750ème et dernier concert donné par Vierne — qui s'éteint quelques minutes après avoir achevé l'exécution du Triptyque, le 2 juin 1937.
La partition a été publiée en 1936 par les éditions Lemoine.

### Mouvements
Le Triptyque op. 58 comprend naturellement trois mouvements dédiés à différentes personnes dans l'entourage du compositeur :
1. Matines — Andante moderato ( = 72) à 
 — 
« à mon cher élève et ami Maurice Duruflé »,
2. Communion — Adagio espressivo ( = 60) à quatre temps (noté ) — 
« à mon cher élève et ami l'abbé Henri Doyen, en souvenir de sa première messe, dite à Notre-Dame de Paris, le dimanche 20 avril 1930, jour de Pâques »,
3. Stèle pour un enfant défunt — Larghetto molto espressivo ( = 56) à 
 —
« à la mémoire de mon cher petit ami Jean de Brancion »

## Analyse
Selon Bernard Gavoty, malgré l'aspect « disparate » des pièces qui le constituent, le Triptyque op. 58 « manifeste une parfaite unité d'ambiance ; une douce lumière baigne ses trois volets ; nous sommes loin ici des violences romantiques et des éclairages un peu crus de certaines pièces antérieures. Matines et Communion sont deux impressions mystiques d'une simplicité toute monacale. Mais Stèle pour un enfant défunt est d'une essence plus suggestive ».

## Discographie
- Triptyque pour orgue op. 58 in Louis Vierne [Organ Works], 3 CD, Ben van Oosten (orgue), MDG Gold (316 1011-2), 2000 ;
- Triptyque pour orgue op. 58 in A Vierne collection, 2 CD, Christopher Gray (orgue) et al., Regent records (REGCD263), 2008.